# 8192 Tonucci
8192 Tonucci este un asteroid din centura principală de asteroizi.

## Descriere
8192 Tonucci este un asteroid din centura principală de asteroizi. A fost descoperit pe 10 septembrie 1993 la observatorul astronomic Santa Lucia din Stroncone. Asteroidul prezintă o orbită caracterizată de o semiaxă mare de 2,22 ua, o excentricitate de 0,05 și o înclinație de 8,3° în raport cu ecliptica.